# أودري كوباياشي
أودري كوباياشي هي جغرافية كندية، ولدت في 1951 في كولومبيا البريطانية في كندا.